# Grzechotnik straszliwy
Grzechotnik straszliwy, kaskawel, g. pustynny, g. brazylijski (Crotalus durissus) – gatunek jadowitego węża z podrodziny grzechotnikowatych (Crotalinae) w obrębie rodziny żmijowatych (Viperidae).
Wygląd
- długość 120–180 cm
- trójkątna głowa
- ogon zakończony grzechotką
- całe ciało pokryte łuskami w kształcie kila

Odżywianie
Grzechotnik straszliwy żywi się niemal wyłącznie ssakami, zwłaszcza gryzoniami, rzadko zjada też jaszczurki.
Występowanie
Znaczna część Ameryki Południowej – od północnych wybrzeży na południe po północną Argentynę i Urugwaj.
Uwagi
Jad tego grzechotnika uważany jest za najgroźniejszy spośród jadów grzechotników.
Podgatunki
Wyróżnia się następujące podgatunki Crotalus durissus:
- C. durissus cumanensis Humboldt, 1811
- C. durissus durissus Linnaeus, 1758
- C. durissus marajoensis (Hoge, 1966)
- C. durissus ruruima (Hoge, 1965)
- C. durissus terrificus (Laurenti, 1768)
- C. durissus trigonicus Harris & Simmons, 1978

Kilka taksonów uznawanych wcześniej za podgatunki Crotalus durissus zostało podniesionych do rangi osobnych gatunków: C. culminatus, C. simus, C. totonacus, C. tzabcan, C. unicolor i C. vegrandis.